# Llorenç Vidal Vidal
Llorenç Vidal Vidal és un poeta, pedagog i pacifista mallorquí, fundador l'any 1964 del Dia Escolar de la No-violència i la Pau (DENIP). El seu missatge espiritual, universalista i pacifista, dispers a totes les seves obres, es concentra fonamentalment al Petit llibre d'un solitari així com a nombrosos dels seus poemes.

## Biografia
Nascut a Santanyí, Mallorca, el 26 d'abril de 1936, mestre d'escola per la Normal de Palma, estudiant de lul·lisme a la Maioricensis Schola Lullistica, seguí les ensenyances dels Drs. Francesc Sureda i Blanes i Michele Federico Sciacca; llicenciat i doctor en Filosofia i Lletres per la Universitat de Barcelona, on fou deixeble dels Drs. Joan Tusquets, Joaquim Carreras i Artau i Jeroni de Moragas; professor als nivells d'educació primària, batxillerat i ensenyança universitària, i inspector d'educació a Cadis, Ceuta i Balears i actualment resident a Andalusia.
Cronològicament enquadrat a la segona promoció de poetes insulars de postguerra, que comprèn els autors posteriors a l’antologia de Sanchis Guarner i que començaren a publicar a partir de 1956, any de la publicació del número 1 dels quaderns literaris Ponent, però de caràcter independent i divergent amb els poetes de la seva generació. Jaume Vidal Alcover, als seus "Estudis de literatura catalana contemporània", l’adscriu, junt a Bernat Vidal i Tomàs i a Blai Bonet, a l'Escola de Santanyí i Eulogio Díaz del Corral, al seu article "En Llorenç Vidal i Vidal, poeta, educador i pacifista santanyiner", destaca “la seva frescor idiomàtica, sempre amb una lleugera tendència cap a la llengua viva i a les formes populars i dialectals dignes, i la seva fidelitat infrangible per la Llengua de Mallorca, a pesar de viure fora de l’Illa des de 1963”.
En la seva trajectòria poètica en Llorenç Vidal, que va començar amb una poesia de base esteticista, surrealista, onírica i existencial als seus dos primers aplecs (El cant de la balalaika i 5 meditacions existencials), prengué un profund accent social a l’Insania Terrae i evolucionà cap a perspectives universalistes, espiritualistes i místiques a la seva producció posterior (Talaiot del vent, Estels filants, Florilegi de poemes a Santanyí, Petits poemes, Poemes esparsos, La rosa de los vientos i Destellos espirituales) fins a l’actualitat, tot això esquitxat amb notes de religiositat popular, matisat regionalisme cultural i històric, interculturalitat i multicolor riquesa orientalista. La recentment publicada 2012: Antologia Poètica permet una visió global d'aquesta evolució literària.
La seva obra fonamental, el Dia Escolar de la No-violència i la Pau (DENIP), de creixent difusió internacional i practicat anualment per milers i milers d'estudiants en centres educatius de tot el món (i per milions des de la seva fundació el 1964), és, com diu el seu fundador, "una llavor de no-violència i pau depositada dins la ment i dins el cor subconscient dels educands i, a través d'aquests, dins la societat", així com una font activa de creació d'una consciència de pau interior i exterior a través de l'educació. Es tracta d'una experiència educativa de renovació pedagògica escampada internacionalment, amb més de mig segle de durada i en la qual directament o indirectament s'han inspirat i s'hi inspiren la majoria de les iniciatives pedagògiques, nacionals i internacionals actuals relatives a l'educació per la no-violència i la pau.
El desembre de 2013 l'Ajuntament de Santanyí va proposar la seva candidatura per al Premi Nobel de la Pau.

## La seva obra literària

### Poesia, Haikai, Haiku
D'esperit innovador, cultivador del haikai o haiku i del zajal, entre altres gèneres literaris, és autor dels poemaris:
- El cant de la balalaika (1958)
- 5 meditacions existencials (1959)
- Insania Terrae (1962)
- Talaiot del vent (1965 i 1972, augmentada)
- Primeres Poesies (2019)
- Estels filants (1991 / 2018)
- Florilegi de poemes a Santanyí (Pregó de les Festes de Sant Jaume) (1994)
- Petits poemes (1999 / 2019)
- Poemes esparsos (2012)
- La rosa de los vientos (2012 / 2020)
- Destellos Espirituales (2012 / 2019)
- 2012: Antologia Poètica (2012)

### Prosa poètica i aforismes
- Petit llibre d'un solitari (1968, 1974 i altres), considerada la més important obra mística, universalista i pacifista de la literatura mallorquina i balear contemporània.
- El joven buscador de la paz (1982, la versió mallorquina El jove cercador de la pau ha restat inèdita.
- Reflexiones & Silencios

### Assaig
Creador dels quaderns literaris Ponent (1956-1983), és també autor de llibres i treballs educatius i pacifistes:
- Petita Ortografia Mallorquina (1958, publicada en la segona edició sota en nom de Petita Ortografia Balear, 1959)
- En torno al problema de las lenguas regionales españolas (1964)
- Orientaciones sobre la celebración del Día Escolar de la No-violencia y la Paz (1965)
- Fundamentación de una Pedagogía de la No-violencia y la Paz (1971)
- Ideario no-violento (1981 y 2021, amb la col·laboració d'Eulogio Díaz del Corral)
- No-violencia y Escuela. El 'Día Escolar de la No-violencia y la Paz' como experiencia práctica de Educación Pacificadora (1985)
- Petita Ortografía Mallorquina / Balear (1959, 1960, 2019)
- Artículos literarios, filosóficos y pedagógicos
- etc.

i ha publicat opuscles diversos, traduccions i articles, ha participat en congressos i ha pronunciat conferències en molts llocs del món.